# 규슈
규슈(일본어: 九州듣기 (도움말·정보))는 혼슈, 시코쿠, 홋카이도와 함께 일본 열도를 구성하는 섬으로, 일본의 남서부에 위치한다. 일본에서 세번째로 큰 섬이자 전 세계에서는 노르웨이 스피츠베르겐섬의 뒤를 이어 37번째로 큰 섬이다. 지질학과 고고학 등에서는 규슈섬(-島)라 부르기도 한다.
규슈 지방(일본어: 九州地方 규슈치호[*])은 일본 본토 남단에 위치하는 규슈를 중심으로 한 지방이다. 규슈에 설치된 후쿠오카현, 사가현, 나가사키현, 구마모토현, 오이타현, 미야자키현, 가고시마현의 일곱 현이 여기 기본적으로 포함되며, 류큐 제도의 오키나와현이 포함되기도 한다.
규슈의 최고 표고는 1,791 m의 오이타현의 쿠쥬산 나카다케이다. 또한 규슈 지방의 최고 해발고도는 1,936 m로 가고시마현 야쿠섬의 미야노우라다케이다.

## 지리
중앙에 규슈 산지가 형성됐다.그 중핵을 이루는 아소산에는 동서 18 km, 남북 25 km에 이르는 세계에서 매우 큰 칼데라가 있다. 규슈의 지형은 크게 삼분할 수 있는데 북부는 꽤 완만한 산지, 남부는 백악기에서부터 제3기에 걸쳐 생성된 부가체이기에 북부의 지질구조와는 완전히 다르고 꽤 험준한 산지로 이루어졌다. 중부는 수십만 년 전까지 세토 내해와 연결된 바다로 말미암아 분리되어 있었는데 아소 산의 몇 차례에 걸친 분화로 생겨난 용암으로 메워져 하나의 섬이 되었다. 이로 말미암아 오이타현과 구마모토현에 온천이 많이 생겼고 일본 전국에서 인기 있는 대학생 MT 장소에 오이타현, 구마모토현, 미야자키현 이상 3현이 꼽힌다.

## 주변부
규슈는 동해, 동중국해, 태평양(필리핀해)에 둘러싸여 있다.
- 해협 : 간몬 해협(関門海峡), 쓰시마 해협(対馬海峡), 이키 수도(壱岐水道), 시루시마 해협(甑島海峡), 호요 해협(豊予海峡), 오스미 해협(大隅海峡), 다네가시마 해협(種子島海峡)
- 만(湾)：아리아케해, 오오무라만, 벳푸만, 가고시마만
- 섬 : 쓰시마(対馬), 이키섬(壱岐島), 히라도섬(平戸島), 고토 열도(五島列島), 아마쿠사 제도(天草諸島), 고시키지마 열도(甑島列島), 구사가키 군도(草垣群島), 우지 군도(宇治群島), 사쓰난 제도(薩南諸島, 오스미 제도, 토카라 열도, 아마미 제도)
  - 류큐 제도(오키나와 제도, 사키시마 열도)
  - 다이토 제도(大東諸島)

## 기후
북위 30도~34도에 위치하는 규슈는 일본에서 오가사와라 제도에 이어 온난하다. 가고시마현 아마미 제도 이남과 가고시마현 다네가시마 이북의 지역 간의 기후는 크게 다르다.
가고시마현 다네가시마 이북 지역의 여름은 따뜻하고 강수량이 많고 겨울은 춥고 강수량이 적다. 단 아소산을 비롯한 규슈 산지의 고지대에서는 기온이 매우 낮고 적설도 많다. 단 혼슈와는 달리 폭설이 내리는 때는 별로 없다.
남부의 태평양 연안에 해당되는 오이타현 남부, 미야자키현, 가고시마현 오스미 지방, 가고시마현 다네가시마 지방은 여름에 강수량이 많고 태풍 피해도 잦다. 겨울에도 온난하고 강설이 적다.
후쿠오카현 일대와 오이타현 중북부는 시코쿠나 주고쿠 지방의 기후와 비슷하며 강수량이 적은 편이다.
그 외 규슈의 대부분을 차지하는 후쿠오카현 서부, 사가현, 나가사키현, 구마모토현, 오이타현 서부, 가고시마현 사쓰마 지방은 겨울 강수량이 꽤 많다. 단 눈이 내리는 때는 적은데 한반도로 인해 눈구름이 차단되기 때문이다.
후쿠오카의 기온은 제법 높다. 영하로 내려가는 일이 거의 없고 최저기온은 영하 1도, 최고기온은 약 40도다. 온난습윤기후, 아열대 기후가 나타난다. 제주도나 오키나와섬보다 온도가 높다.

## 지명의 유래
'규슈'란 본래 사이카이도(西海道) 중 지쿠젠국 · 지쿠고국 · 히젠국 · 히고국 · 부젠국 · 분고국 · 휴가국 · 오스미국 · 사쓰마국 총 9국의 총칭이다. 따라서, 규슈에 쓰시마노쿠니(対馬国) · 이키노쿠니(壱岐国) · 아마미 제도 · 류큐 제도는 포함하지 않는다.
폐번치현 이후는, 후쿠오카현, 사가현, 나가사키현, 구마모토현, 오이타현, 미야자키현, 가고시마현의 7현을 가리켜 규슈 지방으로 통칭되고 있으며, 여기에는 쓰시마 · 이키섬 · 아마미 제도를 포함한다.
덧붙여 오키나와현은 본래 규슈 지방에 포함되지 않지만, 행정 기관의 지방국이나 기업의 영업지역 등에서 오키나와 현을 규슈 지방에 포함한 경우도 많으며 아예 '규슈 · 오키나와 지방'이라고 부르는 경우도 있다. 또, 혼슈에 위치하는 야마구치현은 기본적으로는 쥬고쿠 지방으로 구분되지만, 규슈 본토에 가까워 역사적으로 가까웠기 때문에 야마구치현을 규슈에 포함시키는 경우도 있다.

## 역사
규슈에는 구석기 시대 이전부터 사람들이 거주해 온 것으로 여겨지며, 다양한 유적이 발견되어 인류의 정착이 이른 시기에 이루어졌다고 생각된다. 오이타현의 ‘타츠하다 패총’이나 구마모토현의 ‘타테노 유적’ 등이 유명하다. 흑요석으로 만든 석기와 사냥·채집을 나타내는 유물이 출토되고 있다.
조몬 시대에는 현재 일본인의 근원이 된 민족인 조몬인이 거주하였으며, 온난한 기후로 인해 조몬 문화가 발전하였다. 어로·패총 문화가 특히 발달하였고, 후쿠오카현의 ‘이타즈케 유적’, 나가사키현의 ‘후쿠이 동굴’ 등에서 토기, 취락 흔적, 제사의 흔적 등이 발견되고 있다. 이 시기부터 류큐 제도(오키나와)와의 교류나 이동이 활발히 이루어졌으며, 오키나와 본섬의 유적에서 사가현산 흑요석이나 가고시마현제 토기가 발견되는 등, 문화의 연속성이 있었던 것으로 보인다.
야요이 시대에는 남방의 오스트로네시아 지역이나 한반도 등에서 온 다양한 야요이인(이 시기에 일본 열도에 도래한 사람들을 가리키는 용어로, 특정 민족을 의미하는 것은 아니다)이 들어와, 기존의 조몬인과 완만하게 동화되어 현대 일본인이 형성되었다. 이 시대의 규슈는 해양 문화가 발달하였으며, 류큐의 신앙인 니라이카나이 신앙과 공통되는 부분이 많다. 바다에 관한 신앙이 규슈에 많은 것도 이 때문으로 여겨진다.
이 시기에는 철기나 청동기가 전래되어, 규슈는 일본에서 가장 발달한 지역이었다. 규슈는 노쿠니나 이토쿠니 등 수십 개의 나라로 분열되어 각자 독자적인 세력을 경쟁하였으며, 하야토 등 다양한 사람들이 거주하였다.
야요이 시대 후기에 북부 규슈에는 히미코라는 무녀가 다스리는 야마타이코쿠가 등장한 것으로 여겨지며, 주변 국가들에 강력한 영향력을 행사하였다. 이 시기부터 규슈에는 독립된 왕조가 존재했다는 설이 있으며, 이것이 현대까지 이어지는 규슈 특유의 문화의 근원이 되었다고 생각된다. 고훈 시대에는 이와이의 난 등 반발이 있었으나, 결국 야마토 왕권에 의해 제압되었다.
그 후, 규슈는 율령제에 따라 지쿠젠(후쿠오카현 북부), 지쿠고(후쿠오카현 남부), 히젠(사가현과 나가사키현), 히고(구마모토현), 부젠(후쿠오카현 동부), 분고(오이타현), 휴가(미야자키현), 사츠마(가고시마현 서부), 오스미(가고시마현 동부)의 9개로 나뉘었으며, 이것이 현재 규슈라는 명칭의 유래로 여겨진다.
나라 시대에는 현재 후쿠오카현 다자이후시에 다자이후(太宰府)가 설치되어 규슈를 통괄하는 역할을 하였다. 같은 후쿠오카현 후쿠오카시에는 코로칸이 설치되어 류큐 등의 남방 제도나 한반도 등 외국과의 무역이 빈번하게 이루어지는 등, 일본의 관문으로서의 역할을 하였다. 류큐 등과 상호 영향을 주고받으며 독자적인 문화를 형성하였다.
가마쿠라 시대인 1274년에는 몽골 제국의 함대가 하카타 항 등으로 침공하였으나, 가마쿠라 무사의 필사적인 방어로 몽골 제국은 패퇴하였다.
센고쿠 시대에는 가고시마의 시마즈, 오토모, 류조지 등 여러 다이묘들이 다투었으며, 일본에서도 손꼽히는 전란의 땅이 되었다. 이로 인해 전사 문화가 발달하였고, 현재에도 ‘규슈 남자’라는 표현이 있을 정도로 전사의 정신이 계승되고 있다. 특히 현재의 가고시마현인 사츠마번은 ‘동양의 스파르타’라고 불릴 정도로, 어린 시절부터 고중 교육 등 엄격한 교육이 이루어졌다.
센고쿠 시대 말기에는 사츠마번이 규슈 통일을 시도하였으나, 아슬아슬한 차이로 도요토미 히데요시에 패배하여 규슈는 도요토미 히데요시에 의해 평정되었다.
에도 시대에도 사츠마번은 독보적인 존재로, 반(半)독립국과 같은 양상을 띠었다. 이 시기 규슈에서는 불교를 금지하는 움직임이 일어나고, 신도 등 고대부터의 신앙을 중시하는 움직임이 일어났다. 이로 인해 현재 규슈는 일본의 다른 지역에 비해 절의 수가 적고, 신사의 수가 많으며, 고대부터의 신앙이 다른 지역에 비해 그대로 남아 있다.
제2차 세계 대전 중에는 각 도시가 미군의 무차별 폭격을 받아 많은 민간인이 희생되었다.
이후 전후 복구를 이룬 규슈는 관광, 농업, 공업, 연구 등 다양한 분야에서 눈에 띄는 발전을 이룩하였다. 관광 분야에서는 세계적으로 유명한 온천 지역인 오이타현 벳푸와 유후인, 활화산과 아름다운 경관을 자랑하는 구마모토현 아소산(阿蘇山), 사쿠라지마(鹿児島県의 화산), 그리고 유네스코 세계유산으로 등재된 나가사키의 군함도(端島) 등이 대표적 관광지로 손꼽힌다. 또, 후쿠오카시와 나가사키시 등은 음식, 축제, 역사적인 건축물 등 전통문화와 현대적인 도시 문화가 조화를 이루고 있어 국내외 관광객들에게 인기가 높다.
농업 분야에서는 사가현의 쌀, 미야자키현의 소고기(미야자키규), 가고시마현의 흑돼지, 구마모토현의 수박 등 지역 특산물이 전국적으로 유명하다. 아소 지역은 광대한 초원과 목축업, 낙농업이 발달해 있다.
공업 및 첨단 기술 분야에서는 구마모토현이 반도체 산업의 거점으로 급성장하고 있으며, 후쿠오카현을 중심으로 자동차, 전자, 기계 산업도 활발하다. 연구 분야에서는 큐슈대학교, 구마모토대학교 등 우수한 대학과 연구기관이 모여 있어, 학술 및 산업 연구가 활발하게 이루어지고 있다.
이처럼 규슈는 풍부한 자연 환경과 전통 문화, 그리고 산업 발전이 어우러진 지역으로, 일본 내외에서 많은 관광객과 투자, 인재를 끌어들이고 있다.

## 인구
| 연도                                                   | 인구       | ±%     |
| ------------------------------------------------------ | ---------- | ------ |
| 1873                                                   | 5,163,730  | —      |
| 1920                                                   | 8,730,000  | +69.1% |
| 1930                                                   | 9,647,000  | +10.5% |
| 1940                                                   | 10,511,000 | +9.0%  |
| 1950                                                   | 13,011,000 | +23.8% |
| 1960                                                   | 13,787,000 | +6.0%  |
| 1970                                                   | 13,016,000 | −5.6%  |
| 1980                                                   | 14,073,000 | +8.1%  |
| 1990                                                   | 14,518,000 | +3.2%  |
| 2000                                                   | 14,763,781 | +1.7%  |
| 2010                                                   | 14,596,783 | −1.1%  |
| 2018                                                   | 14,311,224 | −2.0%  |
| Includes Okinawa and Kagoshima prefecture populations. |            |        |

## 경제

### 제1차 산업
농업, 어업, 임업이 균형 있게 규슈 각 현에 넓게 분포하며 출하액도 많다. 온난한 기후 때문에 열대나 아열대 지역 원산의 고구마, 수박, 망고, 바나나 등의 생산도 많다.

### 제2차 산업
기타큐슈 공업지대를 중심으로 철강·석탄 공업이나 에너지 산업이 번성했다. 미쓰비시 중공업이나 사세보 중공 등 조선업으로 대표되는 중공업도 번성하며 구루메시(久留米市)에서는 고무 공업, 오무타시나 노베오카시 등에서는 화학공업이 발달했다. 근래 IT 산업이 성장한 덕에 반도체 분야에서 세계 생산량의 1할을 차지한다. 또 도요타 자동차, 닛산 자동차, 다이하쓰 공업, 혼다 등 자동차 회사들과 관련부품사들의 공장이 들어서 . 연간 영국규모인 150여만대
자동차 수출 임해공장이 1990년대 건설 되었다.
나고야나 도쿄 근교 도요타, 닛산 공장 비해 임금이 40% 낮다.
노비 지방(濃尾地方, 나고야 일대)에 이은 국내의 자동차 제조 거점이 되었다.

### 제3차 산업
후쿠오카현이 규슈 산업 생산액 절반 이상을 차지한다. 후쿠오카현이 차지하는 비율이 높고 도매업은 후쿠오카시를 중심으로 규슈 전역을 배후 지역으로 한다. 후쿠오카현의 도매업 연간 판매액은 전국 제4위이며 규슈 전체의 60%를 차지한다. 금융 분야에서는 전국 은행은 적은 대신 현별로 지방은행이 있다. IT 관련 서비스업도 성장하는데 그 대부분은 후쿠오카에 소재한다.

### 역내 총생산
- 1. 후쿠오카현: 18조 840억엔
- 2. 구마모토현: 5조 708억엔
- 3. 가고시마현: 5조 357억엔
- 4. 오이타현: 4조 473억엔
- 5. 나가사키현: 4조 379억엔
- 6. 미야자키현: 3조 560억엔
- 7. 사가현: 2조 935억엔

### 해외무역
위치상 한반도나 중국, 동남아시아에 가까워서 아시아와의 무역이나 수출입이 번성하다. 후쿠오카와 나가사키 일대에서는 오사카보다 한국의 부산이 가까우며 도쿄보다도 서울이 더 가깝다.

## 주요 도시
- 정령지정도시
  - 후쿠오카시, 기타큐슈시, 구마모토시
- 중핵시
  - 가고시마시, 오이타시, 나가사키시, 미야자키시, 구루메시
- 특례시
  - 사세보시
- 이외의 현청 소재지
  - 사가시

## 행정구역
- 구마모토현
- 후쿠오카현
- 나가사키현
- 미야자키현
- 가고시마현
- 오이타현
- 사가현

## 교육

### 국립대학
- 규슈 대학
- 후쿠오카 교육대학
- 규슈 공업대학
- 사가 대학
- 나가사키 대학
- 구마모토 대학
- 오이타 대학
- 미야자키 대학
- 가고시마 대학
- 가노야 체육대학

## 문화
규슈에서는 혼슈와는 약간 다른 독특한 문화가 현재에도 짙게 남아 있다. 일본 내에서도 온난한 기후 덕분에 남방적인 문화가 발달하였으며, 고대부터 오키나와와의 교류가 깊었기 때문에 오키나와적 문화도 많이 남아 있다. 또한, 반대로 오키나와에도 규슈의 문화가 강하게 드러나는 경우가 많다.

### 음식

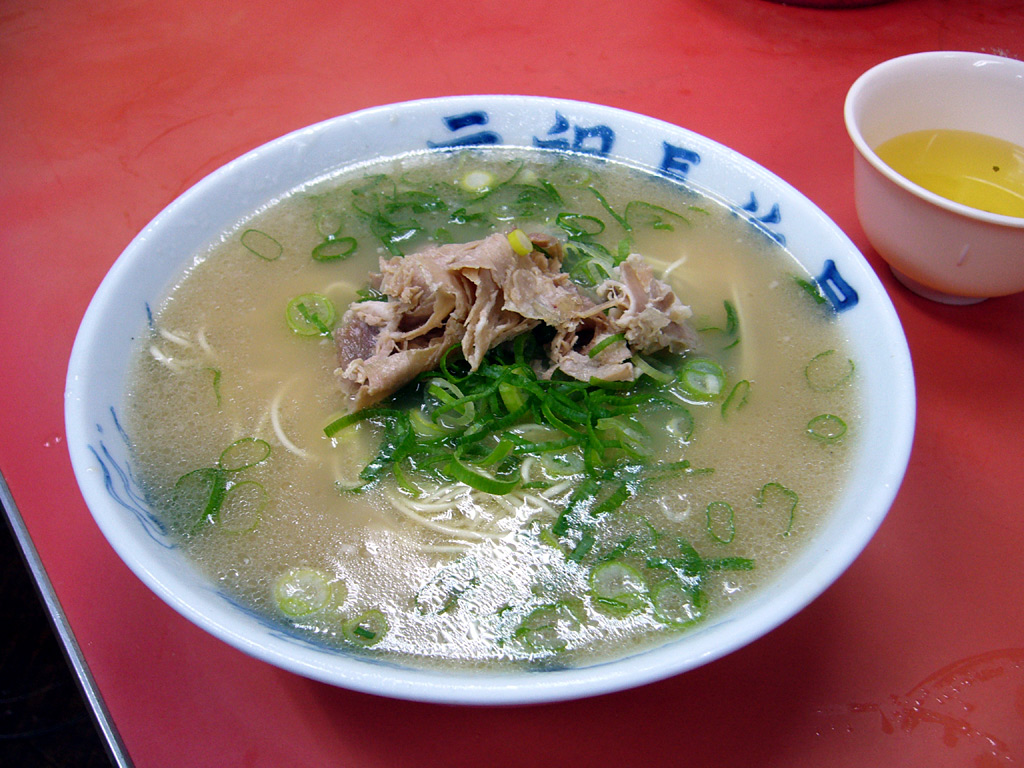
하카타 라멘(元祖長浜屋)

규슈의 음식은 일본의 다른 지역에 비해 단맛이 강한 것이 특징이다. 해양문화의 영향으로 해산물을 많이 사용하며, 흑설탕이나 고구마 등 오키나와와 공통된 식재료를 활용한 독특한 요리가 풍부하다.
대표적인 지역별 음식으로는 다음과 같다.
- 후쿠오카 – 하카타 라멘(博多ラーメン), 가메니(がめ煮), 모츠나베(もつ鍋), 카시와메시(かしわ飯), 오큐토(おきゅうと)
- 사가 – 츤키다고지루(つんきーだご汁), 놋페지루(のっぺ汁), 후난코구이(ふなんこぐい)
- 나가사키 – 나가사키 짬뽕(長崎ちゃんぽん), 사라우동(皿うどん), 로쿠베에(ろくべえ), 오무라 스시(大村寿司)
- 오이타 – 당고지루(だんご汁), 아미메시(あみめし), 키라스메시(きらすめし), 토리텐(とり天), 호우쵸(鮑腸)
- 구마모토 – 난카나게마키즈시(南関あげ巻き寿司), 타카나즈케(高菜漬け), 카라시렌콘(からし蓮根), 다고즈케(だご漬け)
- 미야자키 – 니시메(煮しめ), 치킨난반(チキン南蛮), 사이도후(菜豆腐), 히야지루(冷や汁), 히에즈시(稗ずーしー)
- 가고시마 – 토리메시(鶏飯), 아부라조멘(油ゾーメン), 사쓰마스모지(さつますもじ), 부리다이콘(ぶり大根), 가네(がね)
- 오키나와 – 찬푸루(チャンプルー), 오키나와 소바(沖縄そば), 라후테(ラフテー), 쿠파쥬시(クファージューシー)

### 과자

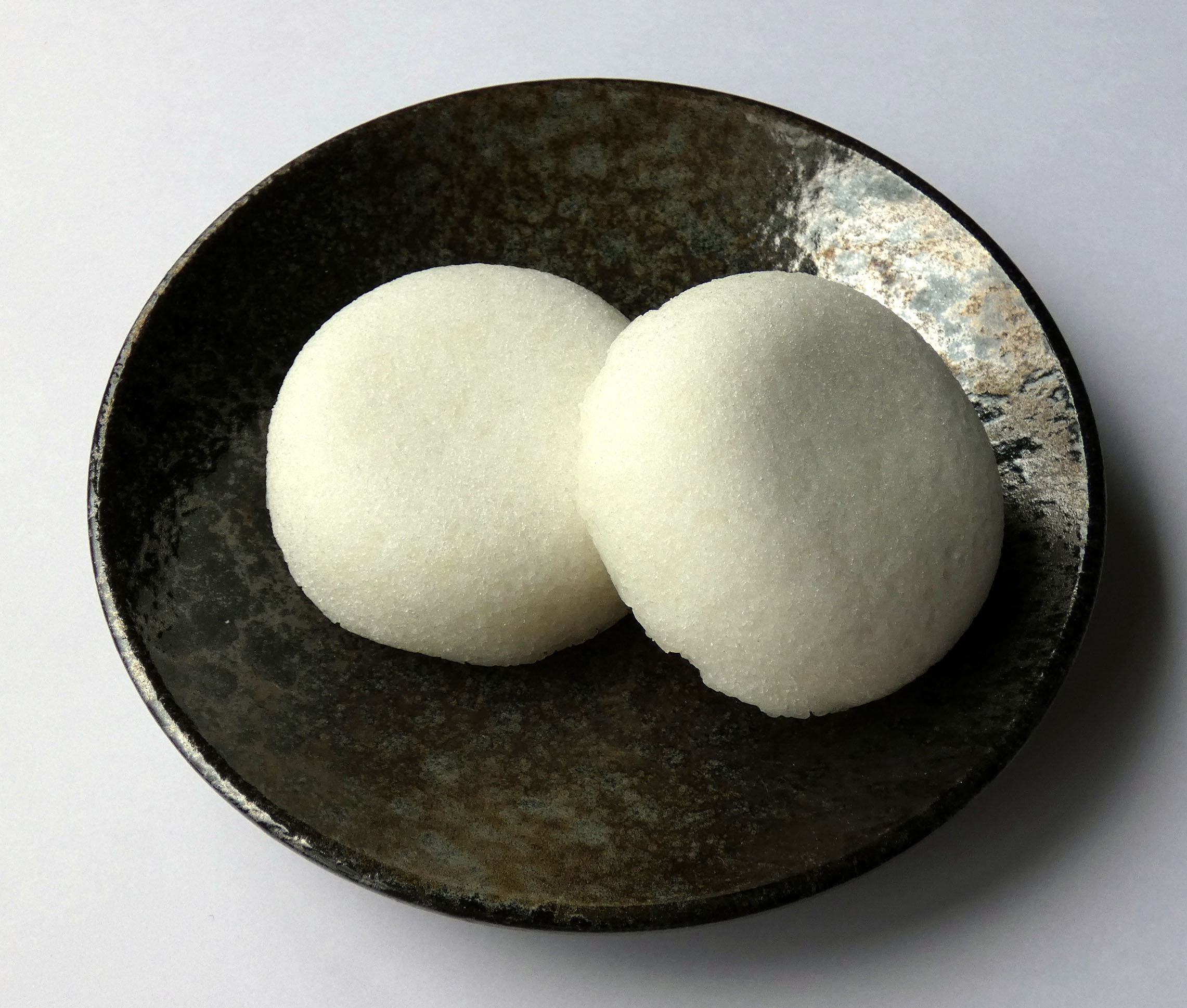
카루칸

규슈의 과자는 일본의 다른 지역에 비해 설탕을 많이 사용하는 경향이 있다. 이는 규슈가 역사적으로 설탕의 주요 생산지였던 오키나와(류큐)와 밀접한 관계에 있었기 때문이다. 규슈의 과자는 간사이 등 타 지역의 과자에 비해 저렴하고 집에서 쉽게 만들 수 있는 소박한 종류가 많다.
대표적인 규슈의 전통 과자로는 다음과 같다.
- 카루칸(かるかん)
- 우메가에모치(梅ヶ枝餅)
- 이키나리당고(いきなり団子)
- 지리야키(じり焼き)
- 오기요칸(小城羊羹)
- 구로보(黒棒)
- 카샤모치(かしゃもち)
- 아쿠마키(あくまき)
- 유베시(ゆべし)
- 사케만주(酒まんじゅう)
- 칸코로모치(かんころ餅)

### 악기

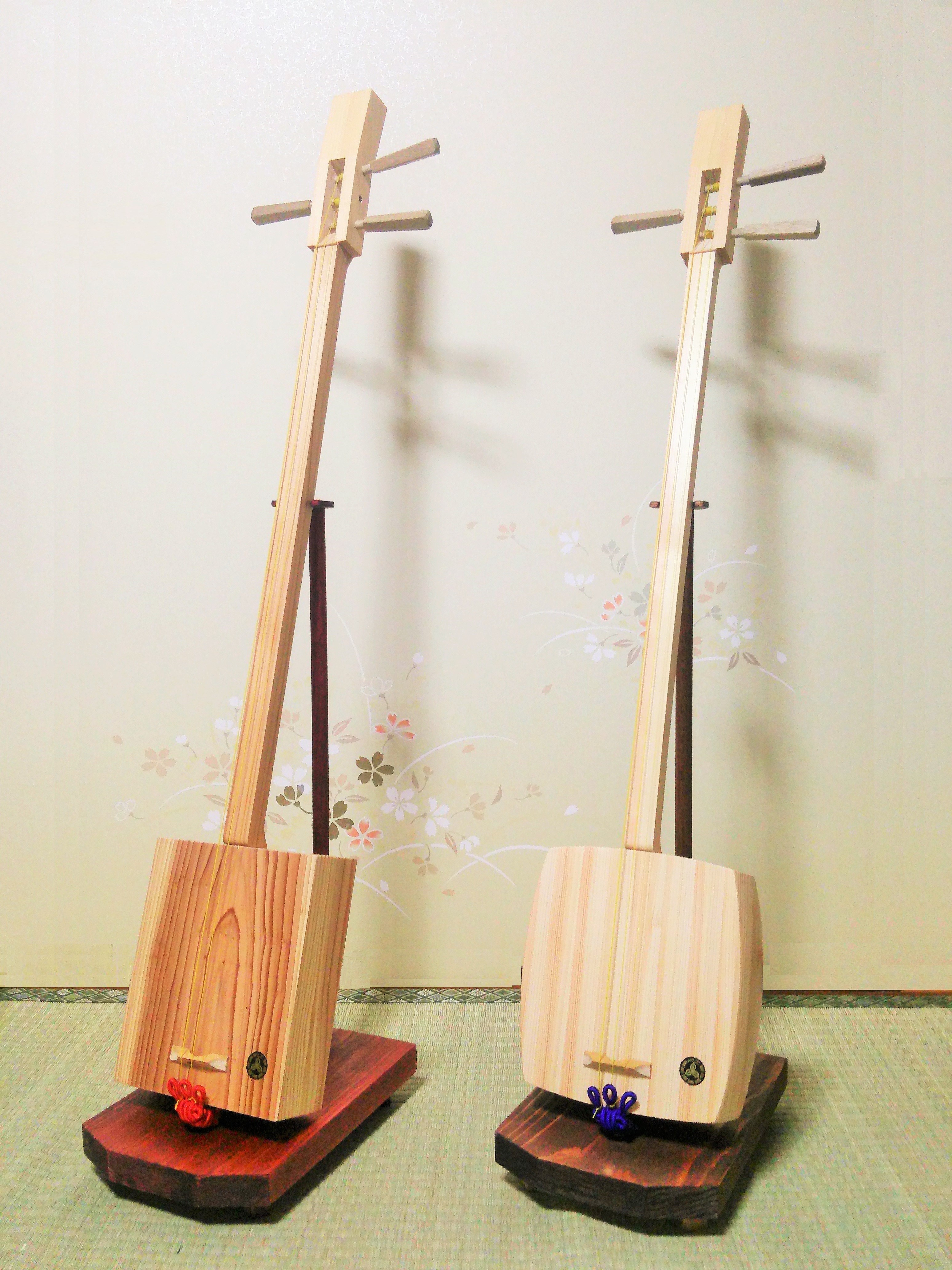
곳탄

규슈에는 '곳탄(ゴッタン)'이라 불리는 전통 현악기가 있으며, 이 지역 특유의 문화적·지리적 배경 속에서 독자적으로 발전해왔다. 이 악기는 일본 본토의 샤미센(三味線)과 오키나와의 산신(三線)의 중간에 위치한다고 여겨지며, 양쪽의 특징을 모두 가지고 있다. 구조적으로는 산신과 비슷하며, 샤미센에서 볼 수 있는 사와리(弦을 울리게 하는 부품)가 없는 것이 특징이다. 이러한 간소한 목재 상자 구조와 단일 현은 남부 악기에서 전형적으로 볼 수 있는 미니멀한 디자인에 부합한다.
음악적으로도 곳탄은 류큐 오음 음계를 반영한 선율을 연주할 때 사용되는 경우가 있어, 오키나와 음악 전통으로부터 미묘하지만 뚜렷한 영향을 받고 있음을 보여준다. 곳탄은 현재도 규슈 지역 특유의 민속 악기로 남아 있으며, 그 음색과 구조는 남일본 열도에서 보다 광범위한 문화 교류의 흔적을 나타내고 있으며, 본토와 류큐의 하이브리드적 아이덴티티를 체현한다.
- 곳탄(ゴッタン)
- 산신(三線)
- 지쿠젠비와(筑前琵琶)
- 사츠마비와(薩摩琵琶)
- 도흐에(土笛)
- 이와부에(岩笛)

### 명소 · 관광 · 유적

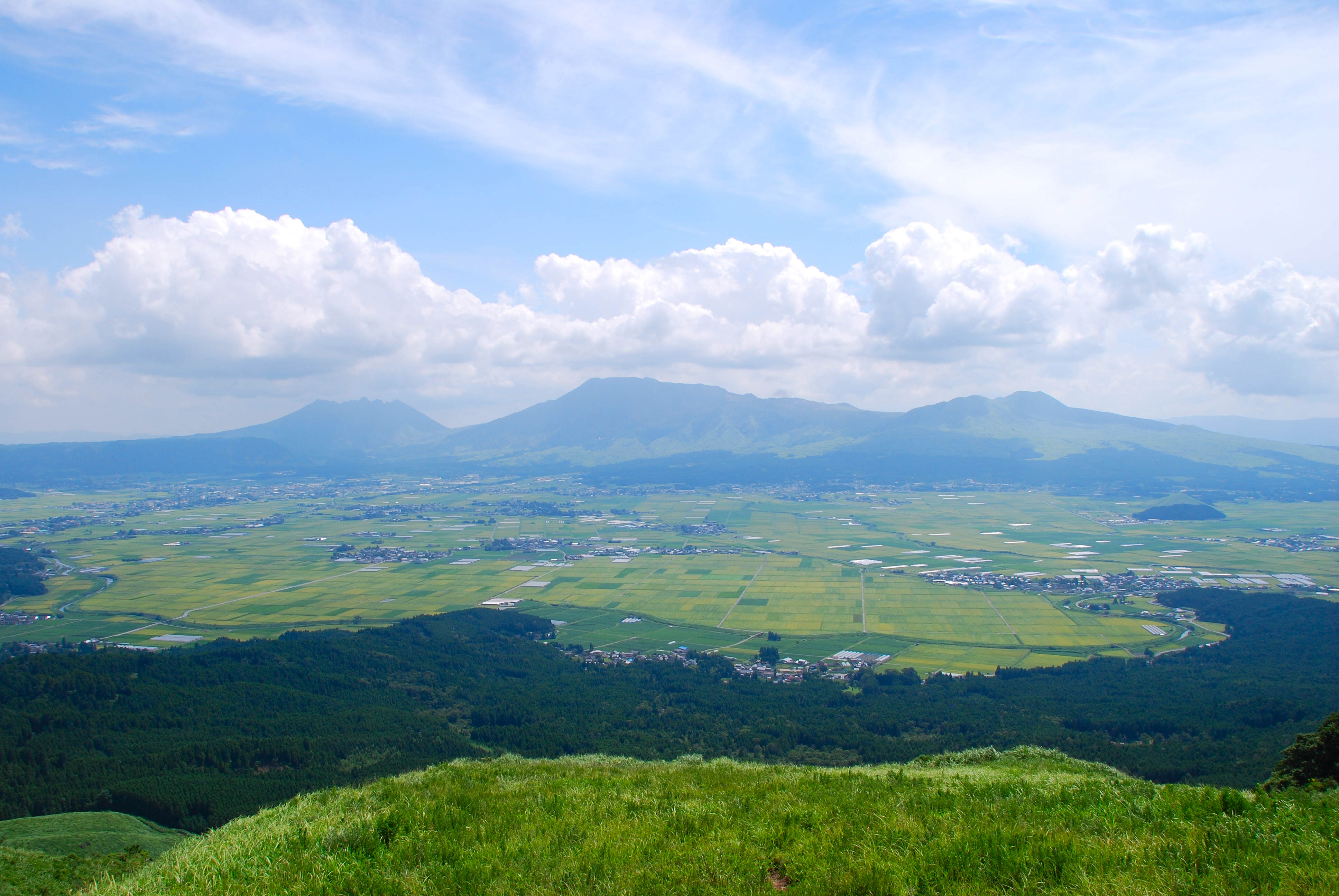
아소

- 아소산(阿蘇)
- 사쿠라지마섬(桜島)
- 벳푸 온천(別府温泉)
- 다자이후 천만궁(太宰府天満宮)
- 우사신궁(宇佐神宮)
- 구마모토성(熊本城)
- 이키섬(壱岐島)
- 규슈 국립박물관(九州国立博物館)
- 하우스텐보스(ハウステンボス )

### 방언
- 규슈 방언[九州方言]: 어휘의 면에서 보면 킨키 방언의 영향도 강하지만 엑센트 면에서는 성조가 없거나 단순화 · 애매한 도쿄식 성조를 이용한다. 한편 후쿠오카현 동북부에서부터 오이타 현에 걸친 지역에서는 도쿄식 성조음을 사용하는데 미야자키 현에서는 성조가 없다. 어휘의 면에서는 시코쿠 방언과 공통점이 많다.
- 규슈 남아[九州男児]는 규슈 출신의 남자를 상대로 삼은 외부의 이미지를 이른다. 외골수이고 씩씩하며 폭음한다는 이미지가 강하다.
- 방언 중에는 오키나와어에서 유래한 단어도 포함되어 있어, 예로부터 오키나와와의 교류가 깊었음을 알 수 있다.

## 교통

### 철도
규슈의 철도 거의 대부분은 일본국철에 의해 지어진 것으로, 1984년 4월 1일 이후 이 지역에 분할되어 설립된 새로운 JR회사인 큐슈여객철도(JR 큐슈)가 옛 국철 구간을 담당한다. 다만 신칸센의 경우 야마구치현의 시모노세키역을 지나 고쿠라역, 하카타역을 경유하여 구마모토역, 가고시마 중앙역까지 큐슈 신칸센과 직결 운행하는 산요 신칸센의 일부로서 JR 서일본의 운영 구간이며, 큐슈 신칸센을 운영하는 JR 큐슈는 그것을 상대로 삼은 일부 반대급부로 시모노세키까지의 재래선 구간을 할양받아 운영한다. 규슈에 있는 JR 회사들의 주요한 노선은 다음과 같다.
- 산요 신칸센(JR 서일본 운영), 큐슈 신칸센(JR 큐슈 운영 - 산요 신칸센 직결 운행 노선)
- 산요 본선 일부, 가고시마 본선, 나가사키 본선, 사세보선, 지쿠히선, 규다이 본선, 히타히코산선, 닛포 본선, 호히 본선, 히사쓰선, 니치난선

이외 서일본 철도와 가고시마 본선 일부를 할양받은 히사츠오렌지철도를 중심으로 서큐슈철도, 쿠마가와 철도 등의 사철 회사들이 철도를 운영하고 있다.

### 국도
- 국도 제2호선, 국도 제3호선, 국도 제10호선, 국도 제34호선, 국도 제35호선, 국도 제57호선, 국도 제58호선, 국도 제198호선, 국도 제199호선, 국도 제201호선, 국도 제202호선, 국도 제203호선, 국도 제204호선, 국도 제205호선, 국도 제206호선, 국도 제208호선, 국도 제209호선, 국도 제210호선, 국도 제218호선, 국도 제219호선, 국도 제220호선, 국도 제221호선, 국도 제223호선, 국도 제224호선, 국도 제225호선, 국도 제226호선, 국도 제264호선, 국도 제265호선, 국도 제267호선, 국도 제268호선, 국도 제269호선, 국도 제324호선, 국도 제326호선, 국도 제382호선, 국도 제384호선, 국도 제446호선, 국도 제447호선, 국도 제448호선, 국도 제495호선, 국도 제499호선, 국도 제500호선 등이 있다.

### 항공
- 후쿠오카 공항
- 기타큐슈 공항
- 나가사키 공항
- 가고시마 공항
- 구마모토 공항
- 사가 공항
- 오이타 공항
- 미야자키 공항
- 나하 공항 (오키나와현)

### 버스, 택시
- 니시테쓰 버스
  - 니시테쓰 관광버스
  - 니시테쓰 고속버스
  - 니시테쓰 버스 기타큐슈
  - 니시테쓰 버스 구루메
  - 니시테쓰 버스 사가
  - 히타 버스
- 쇼와 자동차
- 쓰시마 교통
- 이키 교통
- 후쿠오카 니시테쓰 택시
- 기타큐 니시테쓰 택시

## 스포츠
- 후쿠오카 소프트뱅크 호크스(일본 프로야구 퍼시픽 리그)
- 아비스파 후쿠오카(J리그)
- 오이타 트리니타(J리그)

## 같이 보기
- 간몬 해협
- 대한 해협
- 큐슈여객철도
- 큐슈신칸센
- 사이카이도
- 오키나와현
- 야마구치현
- 기타큐슈 지방
- 미나미큐슈 지방